# Calcarius ornatus
Calcarius ornatus е вид птица от семейство Calcariidae. Видът е почти застрашен от изчезване.

## Разпространение
Видът е разпространен в Канада, Мексико и САЩ.